# راي كاروث
راي كاروث (بالإنجليزية: Rae Carruth)‏ هو لاعب كرة قدم أمريكية أمريكي، ولد في 20 يناير 1974 في ساكرامنتو في الولايات المتحدة.

## وصلات خارجية
- راي كاروث على موقع إي إس بي إن.كوم (أن.أف.أل)3
- راي كاروث على موقع مرجع كرة القدم المحترفة.كوم (الإنجليزية)
- راي كاروث على موقع إن إن دي بي (الإنجليزية)